# 29 (število)
29 (devétindvájset) je naravno število, za katero velja 29 = 28 + 1 = 30 - 1.

## V matematiki
- praštevilski dvojček s številom 31.
- četrto Ramanudžanovo praštevilo.
- četrto pitagorejsko praštevilo {\displaystyle 29=4\cdot 7+1\!\,}.
- peto število Markova.
- šesto praštevilo Germainove.
- šesto Pellovo število.
- deveto Higgsovo praštevilo.
- deveto regularno praštevilo.
- deseto Čenovo praštevilo.
- pri delitvi kroga s samo sedmimi daljicami je največje število likov, ki jih lahko dobimo, enako 29.
- Perrinovo število.
- Eisensteinovo praštevilo brez imaginarnega ali realnega dela oblike {\displaystyle 3n-1}.

## V znanosti
- vrstno število 29 ima baker (Cu).

## Drugo
- februar ima 29 dni v prestopnem letu.

### Leta
- 429 pr. n. št., 329 pr. n. št., 229 pr. n. št., 129 pr. n. št., 29 pr. n. št.
- 29, 129, 229, 329, 429, 529, 629, 729, 829, 929, 1029, 1129, 1229, 1329, 1429, 1529, 1629, 1729, 1829, 1929, 2029, 2129